# Klášter svatého Petra v Salcburku
Klášter svatého Petra či též arciopatství svatého Petra v Salcburku (německy Stift Sankt Peter, nebo Erzabtei St. Peter, latinsky Archiabbatia sancti Petri Salisburgensis), je nejstarší dosud funkční klášter v německy mluvících zemích. Zdejší mniši žijí podle řehole svatého Benedikta. Klášter se nachází v salcburském Starém Městě.

## Dějiny

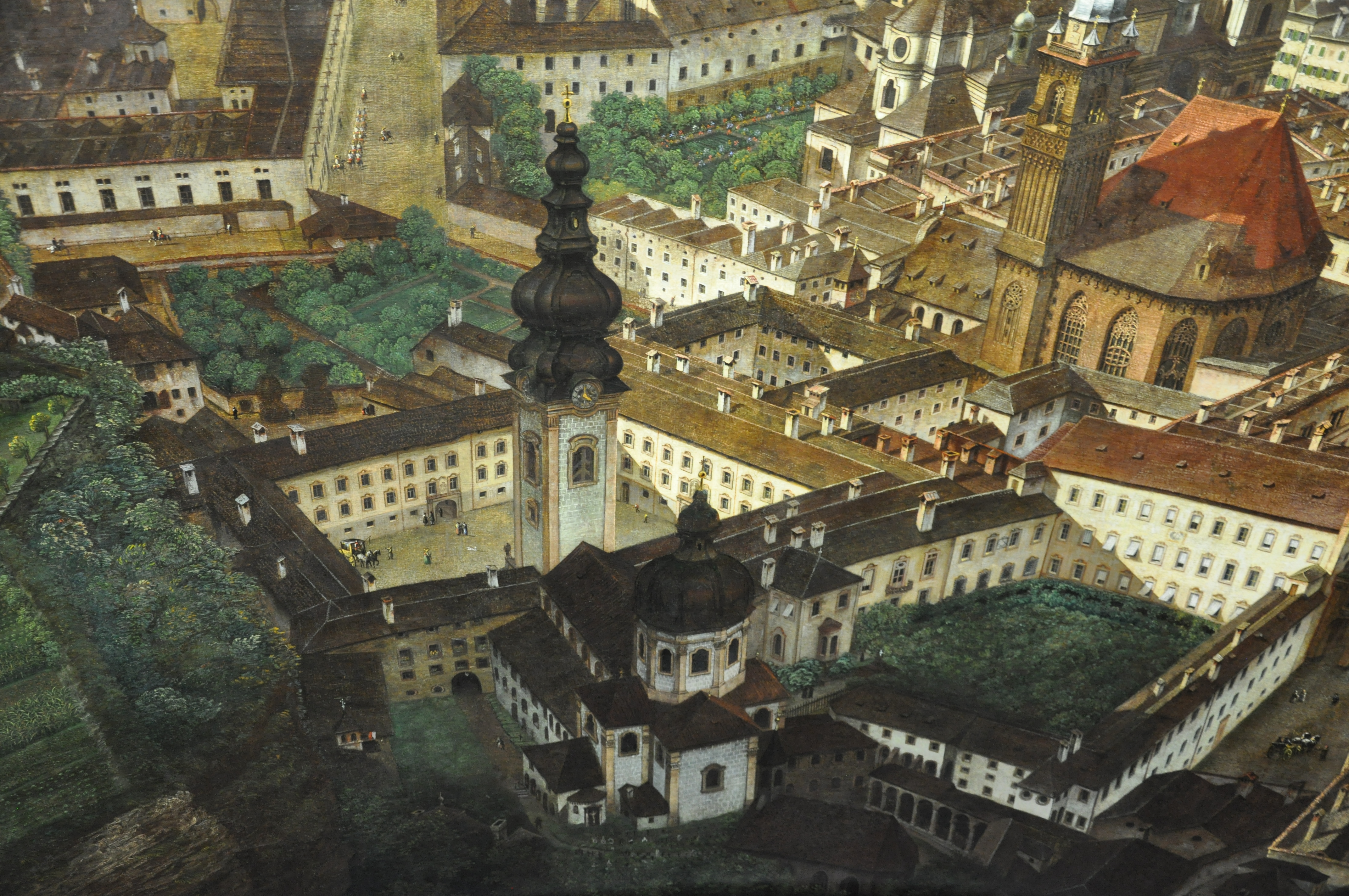
Panorama kláštera. Johann Michael Sattler, 1829

Klášter sv. Petra v Salcburku byl založen, respektive obnoven, svatým Rupertem kolem roku 696 k podnikání misií do oblasti jihovýchodních Alp. Nálezy zbytků zdiva pod oltářem dnešního klášterního kostela, které se datují do 5. století, dokládají, že již v dobách sv. Severina v těchto místech stávala románská církevní stavba. Tu zřejmě vybudovala malá skupina mnichů, a která později byla Rupertem obnovena a rozšířena. Do roku 987 byl úřad biskupa spojen s opatským V personální unii, přesto zůstal klášter sv. Petra i po oddělení obou úřadů sídlem salcburského arcibiskupa až do roku 1110.
Ve středověku byl klášter svatého Petra byl znám především díky své vynikající písařské škole. Byl také mateřským klášterem benediktinského opatství Admont ve Štýrsku. Roku 1074 bylo vysláno 12 mnichů od sv. Petra do Admontu, aby zde zavedli řádový život. V 15. století se klášter připojil k melské reformě. Roku 1622 založil arcibiskup Paris z Lodronu benediktinskou univerzitu v Salcburku, která byla těsně spojená s klášterem až do jejího zrušení v roce 1810.

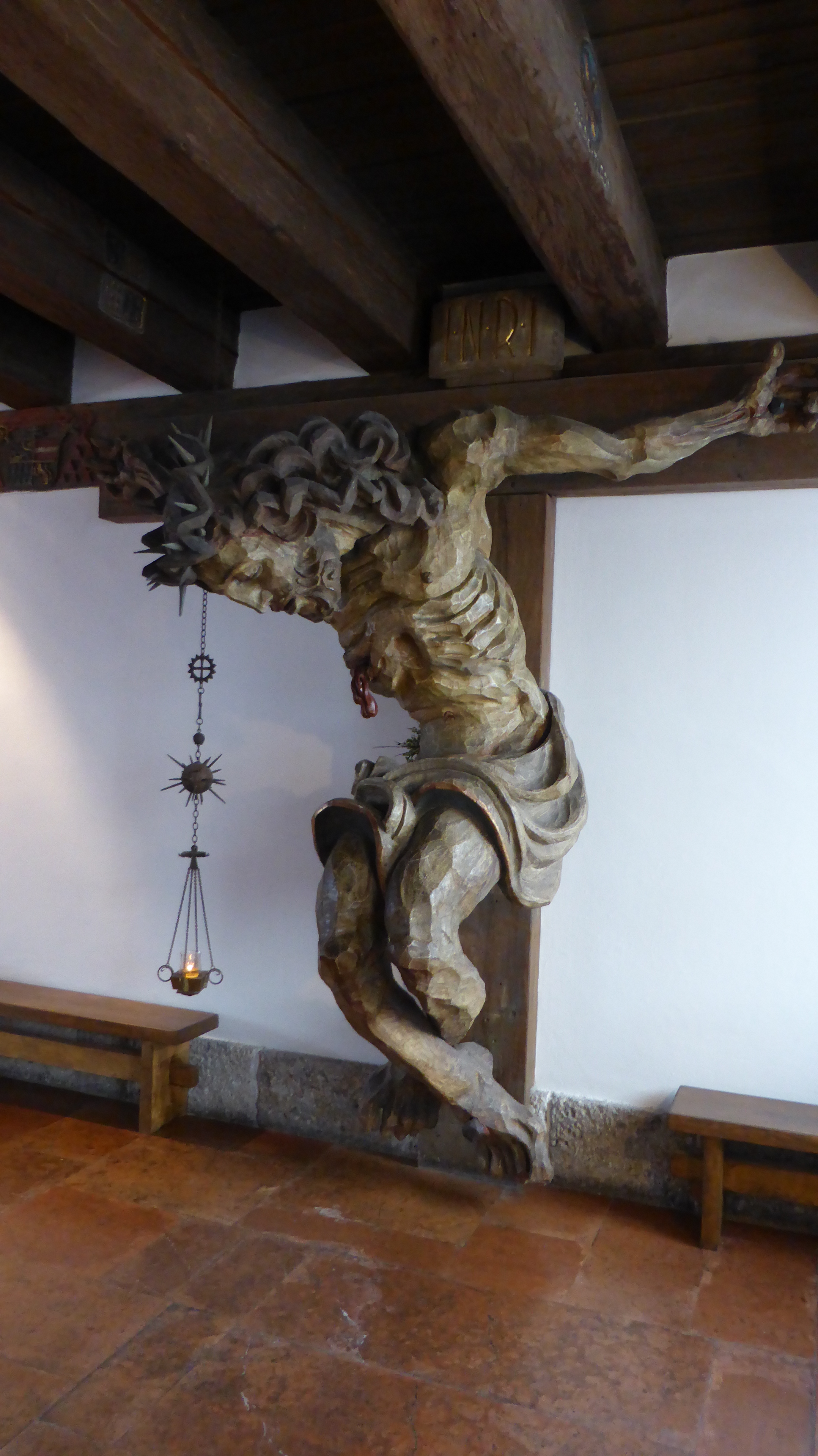
Kristus z roku 1925 v budově koleje od Jacoba Adlharta

Opat Petr Klotz usiloval o znovuotevření katolické univerzity. V roce 1926 se mu podařilo založit Kollegium sv. Benedikta, což později vedlo ke znovuzaložení Salcburské univerzity, roku 1962 uzavřena. Roku 1927 byl klášter sv. Petra povýšen na arciopatství. V době druhé světové války byli mniši vyhnáni, ale klášter nebyl zrušen a po skončení války se mniši do klášter vrátili. Naposledy vedl krátce klášter arciopat Bruno Becker (2009–10) a od dubna 2010 do dubna 2013 P. Benedikt Röck OSB jako administrátor.
30. ledna 2013 si konvent kláštera zvolil převora Korbiniana Birnbachera za nového arciopata. 21. dubna 2013 byl v klášterním kostele benedikován z rukou salcburského arcibiskupa.
V březnu 2018 měl klášter 21 mnichů.

## Hudba v klášteře sv. Petra
Klášter sv. Petra je odedávna znám svou hudební a kulturní činností. Byly zde provedeny především skladby Michaela Haydna, W. A. Mozarta a dalších skladatelů té doby. Mozartova Velká mše c moll zde zřejmě měla svou premiéru 26. října 1783 a sopránové sólo zpívala paní Constanze Mozartová.

## Hudební archiv
Díky bohatým kontaktům s významnými salcburskými hudebníky jsou v opatství sv. Petra uloženy některé autografy skladeb Johanna Ernsta Eberlina, Antona Cajetana Adlgassera, Leopolda a Wolfganga Amadea Mozartů, Johanna Michaela Haydna, Sigismunda von Neukomm, Čecha Roberta Führera či Karla Santnera.